# Synaptic

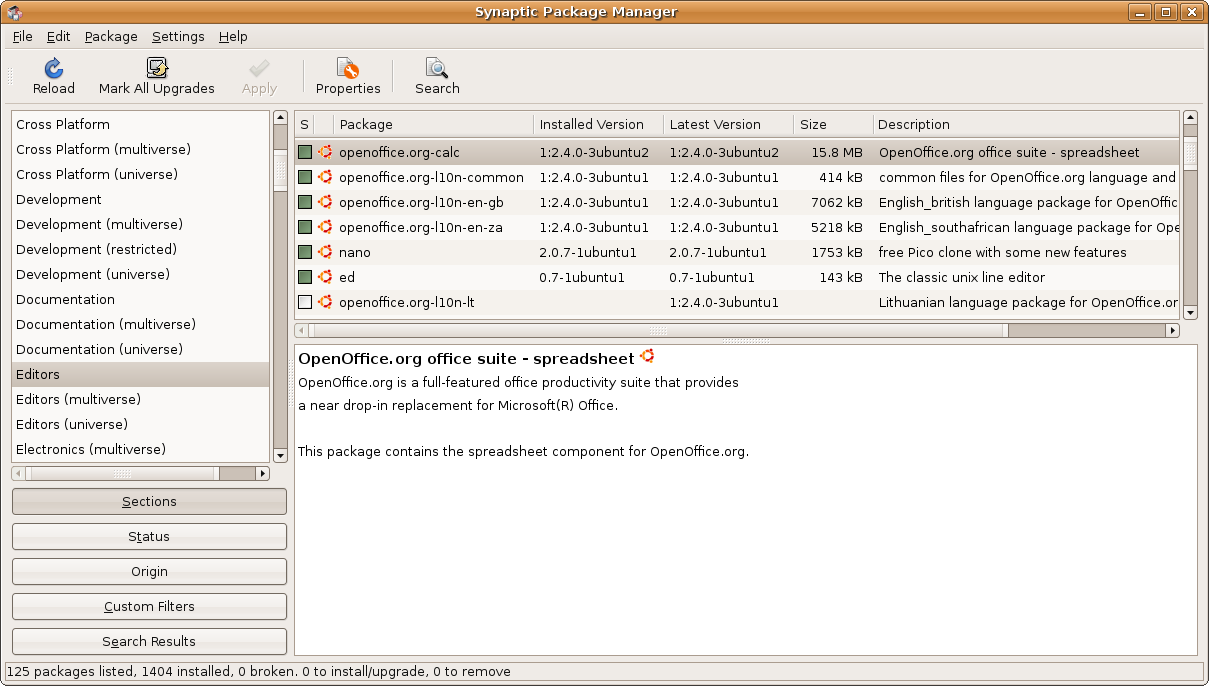
Synaptic Package Manager

Synaptic — графічний інтерфейс (на GTK+) до менеджера пакунків APT проекту Debian GNU/Linux і базованих на ньому дистрибутивів (Ubuntu тощо, до заміни на Ubuntu Software Center).